# Casa Gaspar (Tremp)
La Casa Gaspar és una masia de Tremp (Pallars Jussà) protegida com a Bé Cultural d'Interès Local.

## Descripció
Es tracta d'una antiga masia, formada per un sol edifici, que està annexat a una altra masia coneguda com a casa Just. L'habitatge és un edifici de planta irregular, compost per dos blocs annexats en forma obliqua. L'edifici consta de planta baixa, planta pis i golfes. Està construït amb pedra del país sense treballar rejuntada amb fang. El parament es mostra sense arrebossar. Les obertures es distribueixen de forma desordenada. La coberta és a dues aigües, en la part principal de la casa i també en la part annexada situada al nord, construïda amb embigat de fusta i llates acabada amb teula àrab.